# Astérix : Le Secret de la potion magique
Série Astérix en animation
Astérix : Le Domaine des dieux
(2014) Astérix : Le Royaume de Nubie
(2026)
Pour plus de détails, voir Fiche technique et Distribution.
Astérix : Le Secret de la potion magique est un film franco-belge d'animation réalisé par Alexandre Astier et Louis Clichy, sorti en 2018. Il fait suite à Astérix : Le Domaine des dieux sorti en 2014, des mêmes réalisateurs. C'est le premier film d'animation d'Astérix sans la participation de Roger Carel pour la voix du Gaulois.

## Synopsis
Alors qu'il cueillait du gui dans un chêne, Panoramix prend conscience des effets de son âge pour la première fois de sa vie en manquant de se tuer. Se retrouvant avec un pied dans le plâtre après sa chute, il comprend qu'il met le village en danger en gardant uniquement pour lui le secret de la potion magique,. Il décide donc de partir à la recherche d'un successeur afin de lui faire partager son savoir, à la surprise totale du village. Afin de ne pas se tromper dans le choix du prochain druide, il demande l'aide d'Astérix et Obélix pour qu'ils l'accompagnent. Il contacte également les autres druides de Gaule en leur envoyant des messages personnels qu'il expédie par des sangliers voyageurs pour convenir d'une période de rendez-vous dans la forêt des Carnutes, le lieu de rassemblement habituel des druides.
Juste à l'entrée de la forêt des Carnutes, Astérix et Panoramix découvrent que la jeune Pectine s'est endormie dans leur marmite. Elle est une petite fille de leur village assez débrouillarde, frondeuse et obstinée. Obélix, lui, avait connaissance de sa présence et lui a permis de se rendre clandestinement dans la marmite qu'il transporte dans son dos après qu'elle lui demanda poliment la permission de voyager avec eux. Puisque retourner en arrière leur ferait perdre trop de temps; ils n'ont pas d'autre choix que de la garder avec eux. Panoramix, une fois au conseil, apprend l'existence de fiches sur les jeunes druides du pays, classées par niveau. Il n'a malheureusement pas le temps de faire un choix parmi les meilleurs candidats : un ancien druide banni des lieux, Sulfurix, arrive au conseil au même moment, ayant appris la nouvelle grâce à un petit sanglier perdu. 
Il y a fort longtemps, Sulfurix remporta un concours de druides contre son condisciple Panoramix, en y présentant une poudre inflammable. Panoramix proposa de son côté une poudre permettant de réorganiser les objets en équilibre dans les airs, mais le jury donna la victoire à Sulfurix, le sort de Panoramix étant jugé beau mais peu utile. Le vaincu devint célèbre par la suite grâce à sa potion magique et diverses autres créations, tandis que Sulfurix sombra dans l'oubli et la magie noire, ce qui explique son ostracisme actuel. Sulfurix réclame donc la recette à Panoramix, ce que ce dernier refuse sèchement. Le banni décide alors de s'emparer d'une des meilleures fiches et de mélanger toutes les autres avant de parvenir à s'enfuir, malgré l'intervention d'Astérix et Obélix.
N'ayant d'autre choix, les Gaulois prennent une marmite remplie de fiches au hasard en espérant tomber sur un druide convenable et apte à succéder à Panoramix. Ils se mettent à parcourir la Gaule, allant d'échecs en échecs. Sulfurix, pendant ce temps, passe un marché avec Jules César : il lui promet la recette de la potion magique en échange de la possession de la forêt des Carnutes et d'un convoi romain. Celui-ci l'emmènera dans les montagnes de l'Est, afin de rencontrer le jeune apprenti sur sa fiche : Téléférix, un druide gaucher et extrêmement talentueux. Le jeune homme est cependant peu respectueux des traditions et fait preuve d'un comportement rebelle, au grand dam de son mentor. Sulfurix décide donc de le former en secret et de lui apprendre une recette d'explosion de papillons, magnifique mais « inutile ». Il est certain que Panoramix sera conquis par ce genre de prouesses et que cela le tentera à enseigner au jeune druide la formule de la potion magique.
Durant leur périple infructueux, le trio, toujours accompagné de Pectine, voit arriver tous les hommes du village qui se sont décidés à les accompagner, ce dernier étant seulement occupé par les femmes, les enfants et Assurancetourix, qui assure le rôle de chef par intérim. Ordralfabétix, le poissonnier du village, espérant se faire remarquer de Panoramix pour être son successeur afin que le secret de la potion ne quitte pas le village, tente également de fabriquer des potions, avec des conséquences souvent désastreuses. Pendant ce temps, à Rome, César apprend la nouvelle et monte une stratégie : attaquer le village à de multiples reprises pour épuiser les réserves de potion qui y sont stockées. Les premières attaques se soldent évidemment par des échecs, les réserves étant pleines, mais la stratégie de sape porte petit à petit ses fruits.
Après des semaines de recherche, les Gaulois n'ont trouvé aucun druide convenable pour remplacer Panoramix et tombent à court de fiches. C'est à ce moment que Sulfurix et les Romains montent un plan pour les amener à trouver Téléférix en improvisant une prophétie. Astérix est cependant lassé de tous les échecs et décide d'abandonner et de rentrer au village, laissant son casque, son glaive et sa gourde de potion à Agecanonix. En partant seul, il tombe par hasard sur une discussion entre Sulfurix et le sénateur Tomcrus, qui révèle la supercherie. Mais Astérix est repéré et, sans moyen de se défendre, se retrouve capturé. Il apprend que Sulfurix souhaite s'emparer de la potion magique pour « mettre fin à toutes les guerres du monde » puis est ligoté à un arbre. Dans le même temps, Panoramix rencontre enfin Téléférix qui décide de lui montrer l'explosion de papillons. Subjugué par ce qu'il vient de voir et se rappelant sa propre expérience, le vieux druide porte officiellement son choix sur Téléférix pour lui transmettre la recette de la potion magique.
Alors qu'Astérix parvient à se libérer grâce à un berger à proximité et tente de revenir chez lui au plus vite, la troupe du village gaulois retourne à la forêt des Carnutes pour assister à la transmission de la recette entre Panoramix et Téléférix, mais la forêt a été brûlée par Sulfurix quelques heures auparavant. Malgré cela, le jeune homme apprend tout de même, de bouche de druide à oreille de druide, la recette de la potion. Mais des sangliers préviennent la troupe gauloise que le village est à court de potion et que les Romains s'apprêtent à l'assiéger. Obélix, Pectine, Panoramix et Téléférix partent à toute vitesse pour préparer une potion au village en urgence, tandis que les autres habitants font malencontreusement tomber la gourde d'Astérix par terre. Des poules se mettent à boire le breuvage et servent de monture aux hommes qui finiront par vite arriver au village.
Une fois les Gaulois revenus chez eux, Sulfurix tend une embuscade au groupe : alors que Panoramix est parti vers sa hutte, il s'empare des ingrédients, paralyse Obélix grâce à un sort et oblige Téléférix à préparer la potion directement sous ses yeux (et ceux de Pectine, cachée, qui est restée à côté). L'apprenti réalise de mémoire, sans erreur, le cheminement de la fabrication mais à ceci près que Panoramix a toujours pour habitude d'ajouter au dernier moment un ultime ingrédient secret, mais Téléférix ignore de quoi il s'agit. En effet, lors de la transmission officielle, Panoramix a volontairement omis de lui indiquer ce dernier ingrédient : puisque Téléférix ne reforma pas son cairn immédiatement après l'avoir fait tomber, ce manque de respect pour les traditions druidiques fut une preuve qu'il n'était pas totalement digne de confiance. Ainsi, la recette réalisée est incomplète, donc inutilisable. Sulfurix, fou de rage, finit la potion avec des ingrédients au hasard et décide de la boire, la mixture ayant pour effet de renforcer ses sorts de pyromancie. Il attaque alors le village avec les Romains et, empli de puissance, s'en prend également à la garnison romaine qu'il met en déroute. Pectine arrive à s'enfuir avec un petit sac d'ingrédients et part vers le village.
Arrivé au village, Panoramix découvre que les autres druides sont dans sa hutte et, incapables d'avoir pu se mettre d'accord sur une potion pour repousser les Romains, ont vidé sans vergogne toute la hutte de ses ingrédients, rendant impossible la préparation de potion magique sur place. Pectine arrive alors, et ayant vu comment Téléférix a procédé, Panoramix lui demande de refaire exactement la même chose. Il rajoute ensuite une goutte de l'ingrédient secret caché dans le manche de sa serpe d'or. Pectine connaît donc elle aussi le secret complet de la création de la potion magique et commence à la préparer sur la plage à côté du village, là où tout le monde a évacué pour échapper à Sulfurix. Panoramix reste derrière pour protéger les lieux, prêt à se sacrifier pour ne pas divulguer la recette à son ennemi. Mais à ce moment, Astérix, venant enfin d'arriver, parvient à réanimer Obélix. Tous deux sauvent Panoramix in extremis, en mettant KO Sulfurix. Le village semble alors sauvé, mais Sulfurix, inconscient, boit accidentellement une potion de gigantisme préparée plus tôt par les autres druides et jetée par terre, ce qui l'amène à se transformer en un monstre d'une centaine de mètres de haut, d'une puissance démesurée que même la potion magique (donnée au village mais également aux Romains pour le combattre) ne suffit pas à arrêter.
Panoramix a alors une idée : utiliser sa poudre de réorganisation - qui lui avait fait perdre le concours contre Sulfurix il y a des années - sur la légion romaine. Il réorganise donc la légion pour former un gigantesque centaure romain de la même taille que Sulfurix, et grâce à la puissance combinée de la potion, de la poudre et d'Obélix, Sulfurix est définitivement vaincu. Le village est sauvé pour de bon, et les Romains, une fois l'effet de la potion dissipé, lèvent le siège. En fêtant leur victoire lors du traditionnel banquet (où pour une fois, Assurancetourix est convié pour avoir assuré le rôle de chef du village), Pectine vient voir Panoramix en lui disant qu'elle ne parvient pas à oublier la recette de la potion. Le druide lui répond alors qu'avec le temps elle finira par l'oublier, puis voyant Pectine repartir, émet un doute en souriant.

## Fiche technique
- Réalisation : Louis Clichy et Alexandre Astier (co-réalisateur)
- Scénario et dialogues : Alexandre Astier et Louis Clichy d'après une histoire originale d'Alexandre Astier et d'après l’œuvre de René Goscinny et Albert Uderzo
- Direction artistique : Alexandre de Broca
- Studio d'animation : Mikros image (Paris)
- Direction d'animation : Coline Veith et Jérome Charton
- Musique : Philippe Rombi
- Société de production : M6
- Distribution : SND
- Budget : 33,7 millions d'euros[5],[6]
- Genre : animation, aventures, comédie
- Durée : 85 minutes
- Langue originale : français
- Dates de sortie :
  - France : 5 décembre 2018[2]
  - Québec : 15 février 2019

## Distribution

### Voix originales
- Bernard Alane : Panoramix
- Christian Clavier : Astérix
- Guillaume Briat : Obélix
- Lévanah Solomon : Pectine
- Max Brunner : Minix
- Ethan Astier : Loustix
- Simon Brunner : Sphérix et Cubix
- Florence Foresti : Bonemine
- Serge Papagalli : Abraracourcix
- Laurent Morteau : Agecanonix
- Luna Karys : Mme Agecanonix
- François Morel : Ordralfabétix
- Lionnel Astier : Cétautomatix
- Arnaud Léonard : Assurancetourix
- Joëlle Sevilla : Iélosubmarine
- François Raison : Vitrocéramix et Climatoseptix
- Daniel Mesguich : Sulfurix
- Gérard Hernandez : Atmosphérix
- Patrick Bonnel : Fantasmagorix
- Alex Lutz : Téléférix
- Jacques Chambon : Zurix
- Nicky Naudé : Æpyornix et Fotovoltahix
- Dominique Bastien : Bazunix et Caustix
- Christophe Fluder : Bitnix
- Louis Clichy : Magnétix et les frères Fratellinix
- Philippe Morier-Genoud : Jules César
- Olivier Saladin : sénateur Tomcrus
- Alexandre Astier : Oursenplus, Huiledolix et Blodimérix
- Élie Semoun : Cubitus
- Franck Pitiot : Humérus
- Romain Segaud : Tektonix et les frères Fratellinix
- François Rollin : Grotadefrix
- Éric Bougnon : le capitaine Barbe-Rouge
- Daniel Laloux : Triple-Patte
- Patrick Pineau : Aplusbégalix
- Yoann Blanc : Colchix
- Lana Ropion : Alcaline
- Jérémy Bardeau : voix additionnelles
- Delphine Braillon : voix additionnelles
- Marie-Madeleine Burguet : voix additionnelles
- Déborah Claude : voix additionnelles
- Sébastien Faglain : voix additionnelles
- Pierre Hiessler : voix additionnelles
- Olivier Jacquet : voix additionnelles
- Céline Melloul : voix additionnelles
- Christian Peythieu : voix additionnelles
- Vincent Ropion : voix additionnelles
- Magali Rosenzweig : voix additionnelles
- Bernard Bollet : voix additionnelles
- Pierre Tessier : voix additionnelles

version réalisée par Piste rouge.
Sources : Allodoublage, Planète Jeunesse, Doublanim’, RS Doublage et Allociné

## Production

### Développement
Le 17 novembre 2014, lors de l'avant-première d’Astérix : Le Domaine des dieux au cinéma Gaumont Champs-Élysées, Alexandre Astier avait répondu à une question sur une éventuelle suite en déclarant que si le projet se présentait, il proposerait un scénario original.
En décembre 2015, la société d'animation Mikros Image publie sur son site une offre d’emploi pour travailler sur un projet intitulé « Astérix 2 ». 
Le 17 mai 2017, le titre du film est révélé et on apprend que l'histoire est une aventure inédite et non l'adaptation d'un album, ce qui est une première depuis Les Douze Travaux d'Astérix (1976).
Certains passages du film rappellent toutefois des péripéties survenues dans des albums : 

- Astérix et les Goths, lorsque Panoramix se rend à la réunion des druides dans la forêt des Carnutes, où l'ambiance bon enfant régnant chez ses collègues rappelle celle du film et aussi pour le concours des druides ;
- Le Tour de Gaule d'Astérix, lorsqu'Astérix et Obélix font le tour de la Gaule pour trouver le successeur de Panoramix ;
- Le Combat des chefs, pour Panoramix qui ne peut plus exercer sa magie et la présence d'Aplusbégalix ;
- Le Fils d'Astérix, pour l'attaque nocturne du village par les romains et l'incendie de celui-ci ;
- Le ciel lui tombe sur la tête, pour le combat final qui fait référence aux mechas (Goldorak) et kaijū (Godzilla) de la culture pop japonaise ;
- Le Papyrus de César, pour la présence au village d'un tonneau de réserve de potion magique.

En tant que co-réalisateurs, Alexandre Astier et Louis Clichy partagent un salaire de 395 000 euros.

### Choix de la distribution
Il s'agit du premier film d'animation dans lequel Roger Carel ne prête pas sa voix à Astérix car il a décidé de prendre sa retraite en 2014, juste après sa prestation dans Astérix : Le Domaine des dieux. Le rôle est repris par Christian Clavier qui avait incarné le personnage en prise de vues réelles dans Astérix et Obélix contre César (1999) et Astérix et Obélix : Mission Cléopâtre (2002). On trouve également les acteurs principaux de la série Kaamelott parmi la distribution :
- Christian Clavier (Astérix / le jurisconsulte)
- Guillaume Briat (Obélix / le roi burgonde)
- Alexandre Astier (Oursenplus, Huiledolix / le roi Arthur)
- Lionnel Astier (Cétautomatix / Léodagan)
- Joëlle Sevilla (Iélosubmarine / Dame Séli)
- Jacques Chambon (Zurix / Merlin)
- Serge Papagalli (Abraracourcix / Guethenoc)
- Franck Pitiot (Humérus / Perceval)
- François Rollin (Grotadefrix / le roi Loth)
- Élie Semoun (Cubitus / le répurgateur)
- François Morel (Ordralfabétix / Belt)

## Exploitation

### Promotion
Le 13 juillet 2018, un premier teaser est révélé.
Le 16 octobre 2018, la bande-annonce est dévoilée.

## Réception

### Accueil critique
Avec une note de 4,0/5 par les spectateurs sur Allociné, le film est noté comme le meilleur de la licence.

### Box-office
Le Secret de la potion magique fait un meilleur démarrage que le Domaine des dieux pour son premier jour, avec 253 159 entrées qui lui permet d’être 11e au démarrage 2018.
Un peu plus d'une semaine après sa sortie, le film franchit la barre du million d'entrées,.
En Espagne, le film fait un démarrage convaincant, en se positionnant 5e, avec plus de 86 321 entrées, et totalise 344 572 entrées , soit bien plus que le Domaine des dieux, qui avait réalisé "seulement" 162 865 entrées en 2015,,.
En Italie, Le Secret de la potion magique fait un démarrage correct, en se positionnant 5e, devenant le second film français ayant réalisé le plus d'entrées en Italie cette semaine-là, derrière Qu'est-ce qu'on a encore fait au Bon Dieu ?, avec plus de 53 823 entrées.
En Russie, le film démarre troisième au box-office, avec 161 258 entrées pour son premier week-end. Pour son second week-end d'exploitation, il chute à la douzième place avec 64 743 entrées supplémentaire, et un total de 258 784 entrées pour ses deux semaines d'exploitation. Pour son troisième week-end sur le sol russe, Le Secret de la potion magique ajoute 16 097 entrées à son box-office, pour un cumul de 286 970 entrées en trois semaines d'exploitation.     
Dans le monde, le film totalise 46 903 854 $,, soit un score réellement supérieur à l'opus précédent, qui avait réalisé 34 890 935 $.
En Suisse, le film a généré plus de 115 215 entrées, soit un score supérieur au Domaine des dieux, qui avait réalisé 83 940 entrées,.
| Pays               | Dates de sorties | Box-office        |
| ------------------ | ---------------- | ----------------- |
| France             | 5 décembre 2018  | 3 923 364 entrées |
| Allemagne          | 14 mars 2019     | 479 867 entrées   |
| Pologne            | 18 janvier 2019  | 375 000 entrées   |
| Russie             | 17 janvier 2019  | 349 000 entrées   |
| Espagne            | 11 janvier 2019  | 344 572 entrées   |
| États-Unis         | 15 février 2019  | 139 000 entrées   |
| Italie             | 7 mars 2019      | 98 742 entrées    |
| Belgique           | 7 mars 2019      | 78 675 entrées    |
| Québec             | 15 février 2019  | 59 000 entrées    |
| Suisse romande     | 5 décembre 2018  | 57 269 entrées    |
| Suisse alémanique  | 5 février 2019   | 56 304 entrées    |
| Pays-Bas           | 12 décembre 2018 | 38 932 entrées    |
| République tchèque | 20 décembre 2018 | 30 511 entrées    |
| Bulgarie           | 21 décembre 2018 | 26 701 entrées    |
| Croatie            | 6 décembre 2018  | 20 164 entrées    |
| Slovaquie          | 20 décembre 2018 | 9 054 entrées     |
| Slovénie           | 20 décembre 2018 | 8 417 entrées     |
| Bosnie-Herzégovine | 6 décembre 2018  | 5 259 entrées     |
| Hongrie            | 3 janvier 2019   | 4 881 entrées     |
| Monténégro         |                  | 1 608 entrées     |
| Total monde        |                  | 7 625 697 entrées |

## Distinctions

### Nominations
- César 2019 :
  - César du meilleur film d'animation pour Alexandre Astier et Louis Clichy